# Sirab (vattendrag)
Sirab är ett vattendrag i Azerbajdzjan.   Det ligger i kommunen Babek Rayon och distriktet Nachitjevan, i den sydvästra delen av landet, 400 km väster om huvudstaden Baku.
Trakten runt Sirab består i huvudsak av gräsmarker. Runt Sirab är det ganska glesbefolkat, med 38 invånare per kvadratkilometer.